# توریا (رود)
 رود توریا رودی است به دریای مدیترانه می‌ریزد. این رود از کشور اسپانیا می‌گذرد.